# Stine van der Gaag
Christina Geertruida 'Stine' van der Gaag (Den Haag, 10 november 1887 - oktober 1929) was een Nederlands toneelactrice.
Van der Gaag was aangesloten bij Het Schouwtooneel. Ze speelde met name in de jaren 20 in verscheidene toneelstukken, waaronder Als de jonge wijn bloeit in 1923, Om de Kroon, Peer Gynt in 1926 en 1927 en De Geveltoerist in 1927. Ze trouwde op 3 februari 1909 met acteur Sam den Hartogh. Het huwelijk hield stand tot 15 december 1919, toen hun echtscheiding compleet was.
Van der Gaag stierf in oktober 1929 na langdurig lijden. Ze werd begraven in Amsterdam. Deze begrafenis kreeg veel aandacht van de media.

## Trivia
Bij Het Schouwtooneel was ook Ko van Dijk sr. en diens echtgenote Jetty Riecker aangesloten. Dit zijn de ouders van Ko van Dijk jr. (ook hij zat bij Het Schouwtooneel).